# 보리스 옐친
보리스 니콜라예비치 옐친(러시아어: Бори́с Никола́евич Е́льцин, 듣기 (도움말·정보), 영어: Boris Nikolayevich Yeltsin, 문화어: 보리스 니꼴라예비치 옐찐, 1931년 2월 1일~2007년 4월 23일)은 새 러시아 연방의 초대 대통령(1991~1999)이다.
옐친은 러시아 정치에 대한 높은 기대의 물결을 통해 권력을 얻었다. 1991년 6월 12일 그는 투표에서 57%의 지지와 함께 러시아 소비에트 연방 사회주의 공화국의 대통령으로 선출되어 러시아 역사상 처음으로 인기있게 선출된 대통령이 되었다. 그는 미하일 고르바초프의 시장 경제 노선과 일련의 개혁들에 반대한 공산당 내 강경 노선과, 이 노선을 지지하는 보수파가 시도한 쿠데타를 성공적으로 진압했다는 점에서 대중적 지지를 얻게 되었다. 그 후 그는 1991년 12월 그는 소련으로부터 러시아 연방을 계승하게 하여 소련의 즉시 소멸이라는 결과를 가져왔다.
대통령으로서 옐친은 러시아를 공산주의 계획 경제에서 자본주의 시장 경제로 옮기는 개혁(민영화와 국가 자산 매각, 사회보장제도 축소, 세금 제도 신설 등)을 반체제적으로 실시했다. 그러나 이러한 개혁은 수많은 혼란을 초래하였다. 옐친 집권 시기는 러시아 역사에서 외상적 요인에 의한 쇠퇴의 시기였고, 이 시기는 대량적으로 자라나는 부패, 국민 정체성 손실, 부정적 의미에서의 경제적 대변동과 악독한 정치 및 사회 문제들을 통해 규정되는 시기였다. 일부 국민들은 옐친 시대의 혼란을 엄청난 재산을 쌓는 기회로 이용하였지만, 동시에 이 시기는 교육, 보건과 복지 및 소련식 사회주의 제도의 이점이 모조리 손실된 시기였으며, 그런 결과로 조직 범죄와 사회적 부조리가 급격히 번성하였다.

## 어린 시절

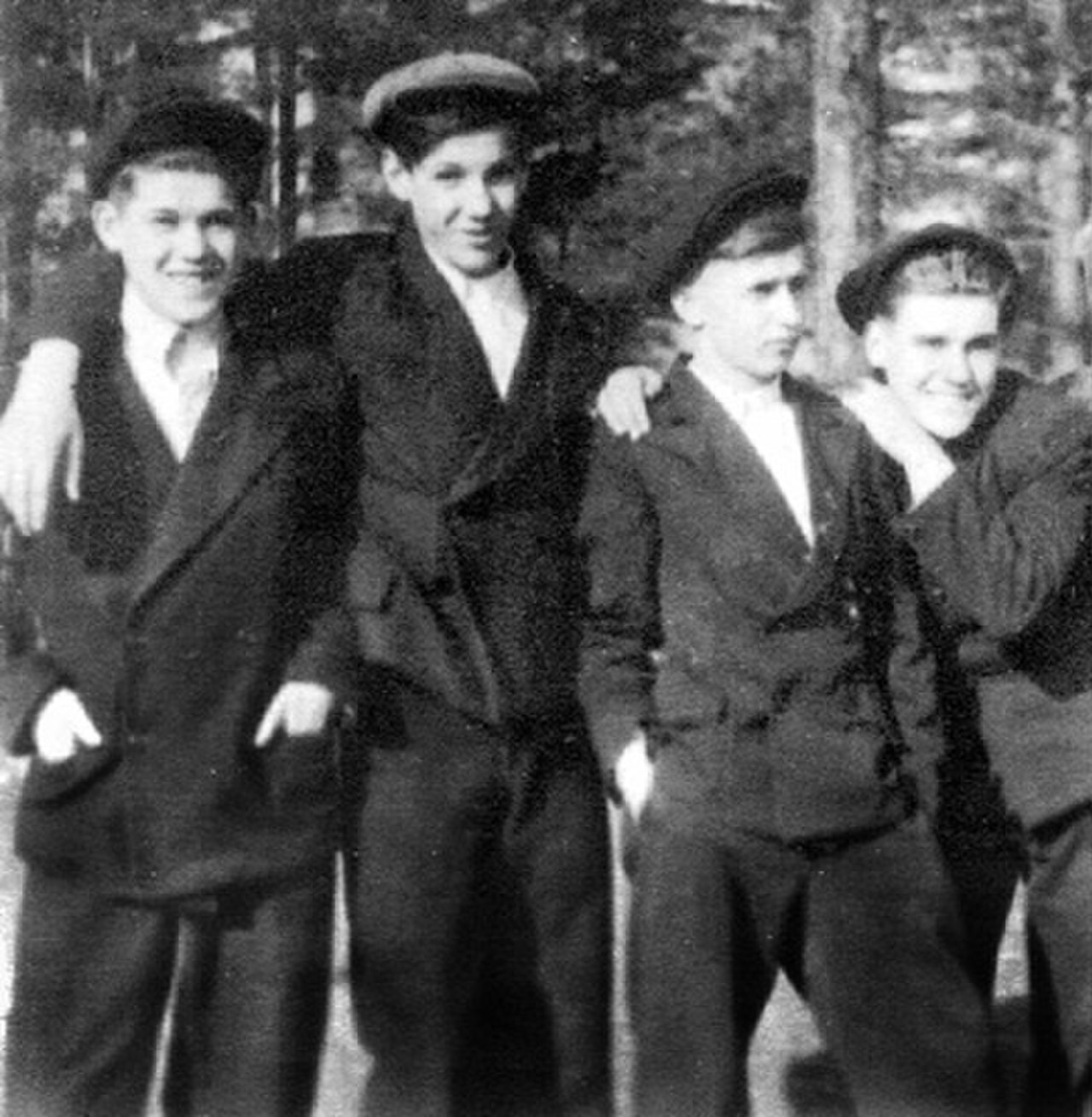
어린 시절 친구들과 함께 (왼쪽에서 두번째가 보리스 옐친)

소련 스베르들로프스크 주 탈리츠키 구역의 붓카에서 태어났다. 그의 부친 니콜라이 옐친은 1934년 볼셰비키 반대와 소비에트 반대 선동으로 유죄 판결을 받아 3년 동안 굴라크에서 강제 노동을 할 것을 선고를 받았다. 그의 석방에 이어 그는 일정 기간 동안 실업자로 남아있었고, 그러고 나서 건설업에서 일하였다. 모친 클라프디야 바실리예브나 옐치나는 침모로 일하였다.
보리스 옐친은 페름 크라이 베레즈니키에 있는 푸슈킨 고등학교에서 수학하였다. 그는 자신과 그의 친구들이 붉은 군대의 보급 창고에 몰려들어 몇몇의 수류탄들을 훔쳐 그것들을 해부하려고 했을 때 자신의 왼손의 엄지손가락과 집게손가락을 잃었어도 스포츠, 특히 스키, 체조, 배구, 육상, 권투와 레슬링을 좋아하였다.
옐친은 스베르들로프스크 주에 있는 우랄 폴리테크닉 연구소에서 고등 교육을 받아 건축에서 전공을 하여 1955년에 졸업하였다. 그의 학위 논문의 제목은 "텔레비전 타워"였다.
1955년부터 1957년까지 그는 건축 신탁 "우랄티야즈트룹스트로이"와 함께 현장 주임으로서 일하였고, 1957년부터 1963년까지 스베르들로프스크 주에서 일하고 건설 현장의 감독에서 유즈고르스트로이 신탁과 함께 건설 국장으로 진급되었다. 1961년 그는 소련공산당에 입당하였다. 1963년 그는 수석 공학자, 1965년 스베르들로프스크 주택 건설 기업 합동의 책임자가 되었다. 그는 스베르들로프스크 지방 당 위원회와 함께 건설 책임자로 임명되었을 때 1968년 소련공산당 노멘클라투라의 계급들에 가입하였다. 1975년 그는 지방 산업 개발의 담당에 지방 위원회의 서기가 되었다. 1976년 소련 공산당 정치국은 옐친을 스베르들로프스크 주 소련공산당의 서기로 승진시켰고, 그는 1985년까지 이 직위에 남아있었다.

## 소련공산당의 당원
옐친은 1961년부터 1990년 7월까지 소련공산당의 당원이었으며 1968년 공산당 행정부에서 일하기 시작하였다. 그는 자신의 공산당 견해에 이렇게 소감을 남겼다. -
"난 당에 의하여 보급된 정의의 이상을 진정으로 믿었고, 그냥 당에 진정으로 입당하여 특권, 프로그램과 고전, 스탈린, 트로츠키와 레닌의 업적들에 대한 철저한 연구를 하였다."
1977년 스베르들로프스크 주에서 당의 지도자로서 옐친은 모스크바로부터 명령들에 마지막 러시아의 차르가 볼셰비키 군대들에 의하여 살해되었던 이파티예프가의 파괴를 명령하였다. 이파티예프가는 1977년 7월 27일에 헐어졌다. 또한 스베르들로프스크 주에서 옐친이 머문 동안 거주민들에 의하여 "치아 미백"으로 불린 소련 공산당 공저가 지어졌다. 이 시간 동안 옐친은 소련의 권력 기구에서 주요 인물들과 함께 연결들을 개발하였다.
그는 정치국으로, 그리고 또한 1985년 12월 24일부터 1987년까지 모스크바의 시장 (소련공산당 모스크바시 위원회의 서기)으로서 임명되었다. 그는 자신이 그들의 주요 남자로 추정한 미하일 고르바초프와 예고르 리가초프에 의하여 이 높은 계급들로 진급되었다. 옐친은 또한 이전적으로 고르바초프에 의하여 영유되었던 다차가 주어졌다. 이 시기 동안 옐친은 반체제인사와 민중으로서 자신을 묘사하였고, 몇번이나 자신의 측근을 해고시키고 개조하였다.
1987년 고르바초프의 부인 라이사 여사에 관하여 강경론자 고르바초프와 리가초프와 대응 후, 국정 문제에 옐친은 자신의 높은 계급의 당 직위들로부터 해고되었다. 그 해 10월 21일 소련 공산당 중앙위원회의 본회의에서 고르바초프로부터 사전 승의 없이 옐친은 정치국에 뻗었다. 그는 공산당 서기장에게 보인 사회에서 개혁과 노예 근성의 보통 속도 둘다와 함께 자신의 불만을 표현하였고, 그러고나서 정치국으로부터 사임을 의문하여 자신이 모스크바시 당위원회의 서기 직위로부터 사임할 것인가에 시 위원회가 결정할 것을 추가하였다. 고르바초프는 자신의 응답에서 옐친을 "정치적 미숙"과 "절대적인 무책임"으로 고발하였고, 모스크바시 당위원회의 본회의에서 옐친을 그의 서기 직위를 완화할 것을 제안하였다. 아무도 옐친을 후원하지 않았다. 옐친의 비판은 11월 11일 모스크바시 당위원회의 회의에서 지속되었다. 옐친이 자신의 연설이 실수였다는 것을 인정한 후, 그는 모스크바시 당위원회의 서기 직위로부터 해고되었다. 그는 국가건설위원회를 위하여 대리 위원의 직위로 강등되었다. 자신의 해고 후에 옐친은 입원하였고 자살을 시도하였다고 한다. 그는 교란하고 모욕을 당했으나 자신의 복수를 계획하기 시작하였다. 그의 기회는 고르바초프의 소련 인민대표대회 설립과 함께 왔다. 그는 회복하였고, 집중적으로 고르바초프를 비판하기 시작하여 자신의 주요 주장으로서 소련에서 개혁의 보통 속도를 강조 표시하였다.
옐친의 정치국과 고르바초프의 비판은 옐친이 고르바초프에 대항하는 데 거북한 행동의 예로서 그에 대항하는 번짐 운동으로 이끌었다. 프라브다에 발행된 기사는 그의 연설의 텔레비전 개정에 의하여 확인된 것처럼 보인 진술로 미국 방문 동안 강의에 취한 것으로 묘사하였다. 하지만 제도와 함께 인기있는 불만은 매우 강하였고, 옐친을 손상시키는 이 시도들은 그의 인기 만으로 추가되었다. 다른 사고에서 옐친은 다리로부터 떨어졌다. 이 사건에 소감을 남긴 옐친은 자신이 페레스트로이카의 적들에 의하여 다리로부터 떨어지는데 도움을 받았다고 암시하였으나 그의 상대들은 그가 단순하게 술에 취하였다고 제안하였다.

## 러시아 소비에트 연방 사회주의 공화국의 대통령

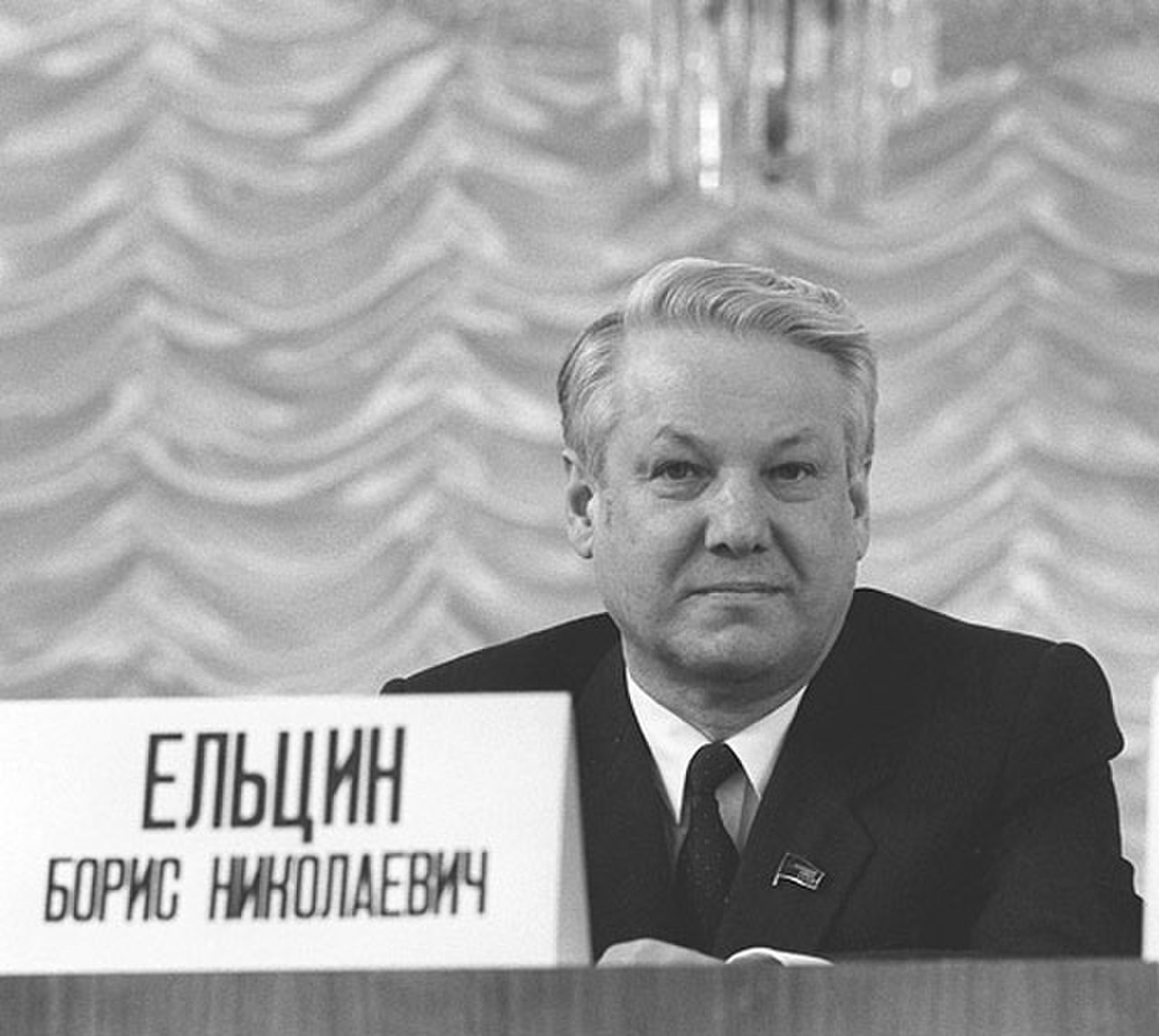
소련 인민대표대회 후보 시절 (1989년 2월 21일)

1989년 3월 옐친은 모스크바 구역으로부터 사절로서 소련 인민대표대회로 선출되어 소련 최고회의에 의석을 얻었다. 1990년 5월 그는 러시아 소비에트 연방 사회주의 공화국의 상임 간부회의 회장으로 선출되었다. 그는 국가에서 정치적 상황을 개발하는 권력을 추구한 소련 최고회의의 민주적과 보수적 일원들에 의하여 성원되었다. 이 권력 투쟁의 일부는 소련과 러시아 소비에트 연방 사회주의 공화국의 권력 구조 사이에 대립이었다. 더 많은 권력을 얻는 데 시도에서 그해 6월 12일 러시아 소비에트 연방 사회주의 공화국의 인민대표대회는 주권 선언을 체택하였고, 7월 옐친은 소련공산당으로부터 탈당하였다.
1991년 6월 12일 옐친은 러시아 공화국을 위한 자유 민주적 대통령 선거들에서 대중 투표의 57 퍼센트를 얻어 고르바초프의 오히려 좋아했던 후보 니콜라이 리즈코프를 꺾었다. 자신의 선거 운동에서 옐친은 "중앙의 독재"를 비판하였으나 민영화의 소개를 암시하지 않았다. 대신 그는 물가 상승의 이벤트에서 자신이 철도를 이끌겠다고 말하여 7월 10일 그 직위를 차지하였다.
8월 18일 고르바초프에 대항하는 쿠데타는 블라디미르 크류치코프에 의하여 이끌어진 강경적 공산당원들에 의하여 발포되었다. 옐친이 쿠데타를 도전하는 데 모스크바에서 벨리 돔으로 경주한 동안 고르바초프는 크림반도에서 감금되었다. 벨리 돔은 군사에 의하여 둘러싸였으나 군인들은 대량의 대중 데모들의 표면에서 도망하였다. 옐친은 탱크의 포탑으로부터 기억에 남는 연설을 하면서 쿠데타에 응답하였다. 8월 21일까지 쿠데타 지도자들의 거의 대부분은 모스크바를 달아났고, 고르바초프는 크림반도에서 구출되어 모스크바로 돌아왔다. 옐친은 쿠데타에 대량의 대립을 규합한 것으로 세계를 통하여 자신의 후원자들에게 환영을 받았다.
자신의 직위로 복구되었어도 고르바초프의 권력들은 이제 치명적인 타협을 받았다. 후원이 옐친에게 넘어가면서 조합 혹은 러시아의 권력 기구들 아무도 그의 명령들을 유의하지 않았다. 1991년의 가을을 통하여 러시아 정부는 부처의 사역에 연합 정부를 차지하였다. 11월 옐친은 러시아 소비에트 연방 사회주의 공화국을 통하여 공산당을 금지하는 법령을 발표하였다.

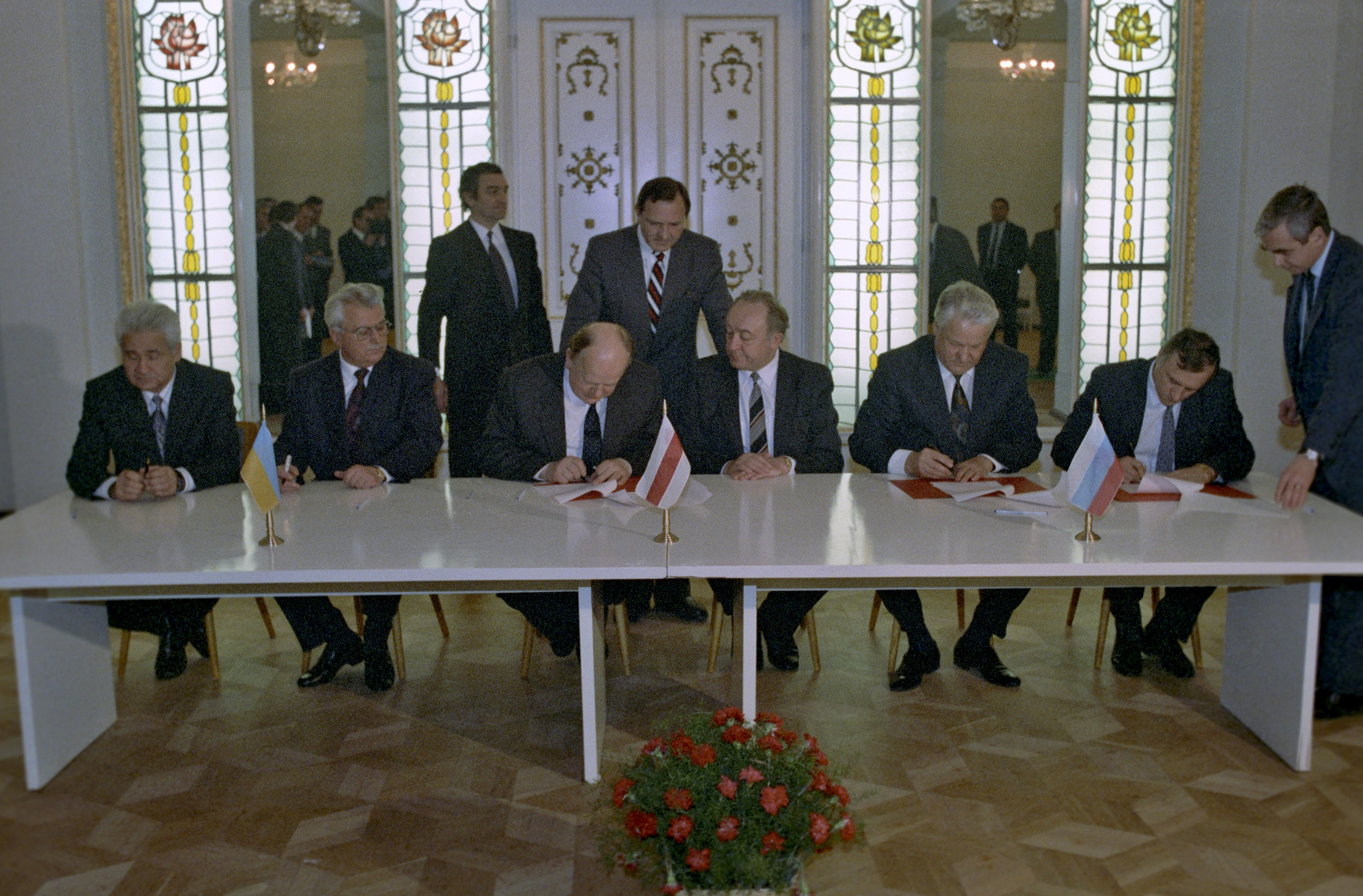
소련을 해체하고 독립 국가 연합을 설립하는 것을 조인한 벨라베자 조약

1991년 12월 초순 우크라이나가 소련으로부터 독립을 위하여 투표하였다. 한 주 후 12월 8일 옐친은 우크라이나의 레오니드 크라우추크 대통령과 벨라루스의 지도자 스타니슬라프 슈슈케비치를 만나 3명의 지도자들이 소련의 해산과 자신들이 지원적 독립 국가 연합을 설립하는 것을 공고한 벨라베자 조약을 맺었다. 당시 소련의 대통령 고르바초프에 의하면 옐친이 엄격한 비밀에 벨라베자 회담의 계획들을 간직하였고, 소련의 해산의 주요 목적은 8월의 사건들 후에 자신의 직위를 회복하는 것을 시작한 고르바초프를 없애는 것이었다. 고르바초프도 또한 소련을 간직하는 데 절대다수로 투표된 국민 투표에서 표현된 국민들의 의지를 위반한 것으로 옐친을 고발하였다.
12월 24일 러시아 연방은 유엔에서 소련의 의석을 차지하였다. 다음날 고르바초프 대통령은 사임을 하였고 소련은 존재하지 않아 세계의 가장 크고 가장 영향적인 공산주의 정권을 끝냈다. 전 소련의 공화국들 사이에 경제적 관계들은 심하게 손상되었다. 수백만명의 러시아 본고장인들은 자신들을 새롭게 형성된 "외국"의 국가들에서 자신들을 찾았다.

## 러시아 연방의 초대 대통령

### 옐친의 첫 기간

#### 시장 경제 개혁

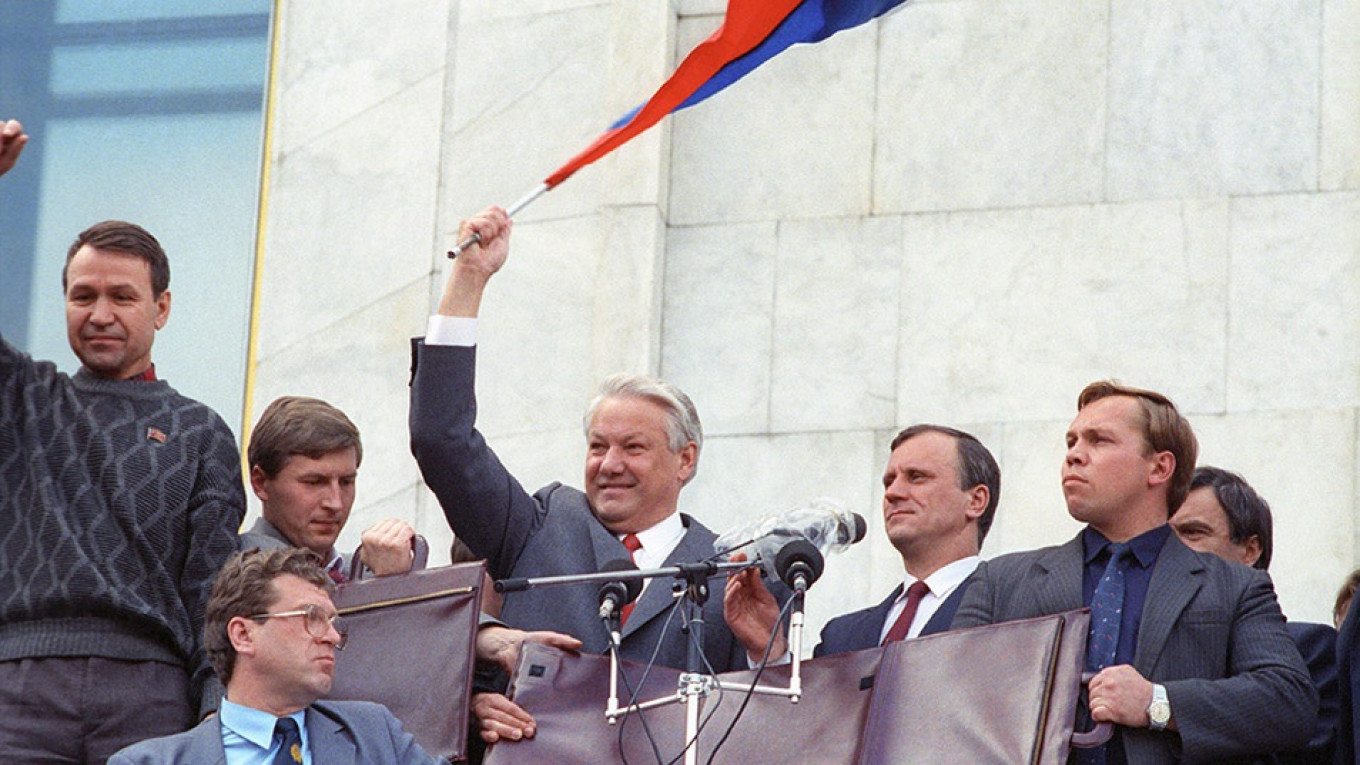
러시아의 자유 민주화 승리에 축하를 벌이는 옐친 (1991년 8월 22일)

소련의 해산의 겨우 며칠 후에 보리스 옐친은 러시아의 경제 제도를 구조 조정하는 목적과 함께 시장 경제 개혁의 프로그램에 착수하기로 결심하여 세계에서 가장 큰 공산주의 계획 경제에서 개혁 지향의 시장경제로 전환하였다. 이 변화의 초기 토론들이 있는 동안 옐친의 조언자들은 빠른 접근에 호의를 가진 자와 점차 혹은 느린 접근에 호의를 가진 자들 사이에 명백한 구분과 함께 속도와 순서의 문제들을 논의하였다.
1991년 후순에 옐친은 서방의 경제학자들과 국제 통화 기금, 세계은행과 1980년대 후반에 전환 경제를 위한 표준 정책 비방을 개발한 미국 재무부 같은 서방의 기구들의 조언을 돌렸다. 이 정책 비방은 가격을 자유화하고 국가의 예산을 안정시키는 데 의도된 조치의 조합인 "워싱턴 합의" 혹은 "충격 요법"으로 알려졌다. 폴란드에서 이런 조치들이 시도되었고, "충격 요법"의 주창자들은 러시아에서 할 수 있다는 똑같은 느낌이 들었다. 어떤 러시아의 정책 입안자들은 이것이 진행되는 방향이었으나 접근은 옐친의 대리인이자 시장 경제 개혁으로 기울어진 35세의 젊은 러시아의 경제학자 예고르 가이다르에 의하여 호의를 가졌다고 의심이 많았다.
1992년 1월 가이다르는 러시아에서 "충격 요법"의 프로그램을 소개하는 데 옐친을 납득시켰다. 1월 2일 자신 소유의 총리로서 활동한 옐친은 해외 무역, 가격과 통화의 자유화를 명령하였다. 동시에 옐친은 인플레이션을 통제하는 데 디자인된 가혹한 긴축 정권 "거시 경제 안정화"의 정책을 따랐다. 옐친의 안정화 프로그램 아래 이자율은 돈을 죄이고, 신용을 제한하는 데 높은 수준으로 극단적으로 상승하였다. 균형으로 국가의 지출과 세입을 가져오는 데 옐친은 새로운 세금을 크게 인상하여 산업과 건설로 정부의 보조금을 삭감하고 국가의 복지 지출을 가파르게 깎았다.
1992년 초순에 가격은 러시아를 통하여 급등하였고, 깊은 신용 규제는 많은 산업들을 폐문하였으며 약간 오래끈 공황을 가져왔다. 많은 국영 기업들은 자신들을 주문 혹은 돈의 융통성을 찾으면서 폐문하였다. 인구의 절반이 생활 수준이 황폐되었다. 1990년대에 러시아는 미국과 독일이 60년 이전에 대공황에서 겪은 것보다 더욱 심한 경기 침체를 겪었다. 러시아의 시사 해설자 혹은 마셜 골드만 같은 어떤 서방의 경제학자들 마저 1990년대에 국가의 재장적인 경제 성과에 옐친의 서방 후원 경제 프로그램을 비판하였다. 정치인들은 빠르게 프로그램으로부터 자신들을 멀리하기 시작하였다. 2월 러시아의 부통령 알렉산드르 루츠코이는 옐친의 프로그램을 "경제적 집단 학살"로서 비판하였다. 1993년 한쪽에 옐친과 다른쪽에 러시아 의회에서 시장 경제 개혁에 대립 사이에 개혁 방향에 대한 갈등이 단계적으로 확대되었다.

#### 의회와 직면

대통령으로서 옐친의 대부분 시간은 경제 수축에 의하여 재앙을 입었다.

또한 1992년을 통하여 옐친은 정부, 정부의 정책과 정부의 은행 및 재산에 통제를 위하여 최고회의와 인민 대표회의와 싸웠다. 1992년의 경우에서 러시아 최고회의 연설자 루슬란 하스불라토프가 옐친의 전체 목적들을 성원하는 주장에 불구하고 개혁에 반대하였다. 그 해 12월 7차 인민 대표회의는 러시아의 총리직을 위하여 옐친이 후원한 예고르 가이다르의 후보 지명을 거절하는 데 성공하였다.
텔레비전 연설에서 옐친이 국가로 개혁의 자신의 프로그램을 이행하는 순서에서 자신이 특정한 "특별 권력"을 취할 것이었다고 공고할 때 1993년 3월 20일 갈등이 확대되었다. 응답에서 서둘러진 9차 인민 대표회의는 3월 26일 탄핵을 통하여 옐친을 대통령직으로부터 물러나게 하는 시도를 하였다. 옐친의 상대들은 탄핵을 위하여 600개 이상의 투표들을 모았으나 요구된 3 분의 2 다수의 72개 투표로 짧게 떨어졌다. 9월 21일 옐친은 법령에 의하여 최고회의와 인민 대표회의를 해산하는 자신의 결정을 텔레비전 연설에서 공고하였다.
자신의 연설에서 옐친은 새로운 의회의 선거와 새로운 헌법에 국민 투표가 있을 때까지 법령에 의하여 다스리는 데 자신의 의지를 선언하여 10월 헌법적 위기를 촉발시켰다. 옐친의 텔레비전 연설이 있던 한밤 후에 최고회의는 헌법을 위반 한 그의 미덕에 의하여 옐친이 대통령직으로부터 물러난 것을 선언하였고, 알렉산드르 루츠코이 부통령이 대통령 권한 대행으로서 선서되었다.
9월 21일과 24일 사이에 옐친은 큰 인기 불안에 직면되어 국회의원 수호자들을 격려하였다. 모스크바는 의사당 건물을 방어하는 원조를 하는 데 단호하게 추구하는 거리에서 수만명의 행렬에 증가한 옐친을 반대하는 데모들의 자발적인 대량 동기를 보았다. 데모자들은 옐친 아래 새롭고 무서운 생활 상태에 항의하고 있었다. 1989년 이래 국내총생산은 절반에 의하여 쇠퇴하였다. 부패는 맹렬하였고, 폭력 범죄가 폭등하고 있었고, 의료 서비스업들은 무너지고 있었고, 식량와 연료는 증가적으로 부족하였으며 기대 수명은 소수의 인구를 제외하고는 떨어지고 있었다. 또한 옐친은 점점 비판을 받고 있었다.
10월 초순에 옐친은 러시아 육군의 성원과 내부력의 내각을 안정시켰다. 대량의 무력진압에서 옐친은 벨리 돔, 러시아 국회의사당을 폭격하고, 자신의 반대자들을 진압하는 데 탱크까지 불렀다.
옐친의 경제 정책들과 식별된 후보들은 공산당과 국수주의자들 사이에 갈라진 크기로 큰 옐친 반대의 투표들에 의하여 압승되었다. 하지만 동시에 개최된 국민 투표는 대통령의 권력을 크게 확장한 새로운 헌법을 찬성하여 옐친에게 정부의 일원들을 임명하고, 총리를 면직시키고 어떤 경우들에서 두마를 해산하는 권리를 주었다.

#### 체첸 전쟁
1994년 12월 옐친은 분리파 공화국에 모스크바의 통치를 복구하는 시도에서 체첸의 군사 침입을 명령하였다. 옐친은 후에 1996년 당시 자신의 보안 책임자 알렉산드르 레베디에 의하여 중개된 평화 협정 아래 체첸으로부터 연방군들을 철수시켰다. 옐친은 체첸을 완전한 독립이 아닌 자치 공화국까지만 허용하였다.

#### 민영화와 과두제의 상승
소련의 붕괴에 이어 옐친은 자신의 경제 개혁을 위하여 정치적 성원을 창조하는 데 가능한 넓게 전 국영 기업들에 주식의 소유권을 확산시키는 방법으로서 민영화를 흥행하였다. 서방에서 민영화는 동구권에서 공산주의로부터 전향으로 주요점으로 보였으며 "시장 경제 개혁"을 위한 방향으로 만드는 데 소련 시절의 계획 경제의 빠른 해체를 안전하게 하였다. 1990년대 초반에 경제 정책을 위한 옐친의 비서 아나톨리 추바이스는 러시아에서 민영화의 지도적인 주창자로서 나타났다.
1992년 후순에 옐친은 민영화를 시작하는 데 방향으로서 무료 상품권의 프로그램을 발포하였다. 프로그램 아래 전체 러시아 국민은 선발된 국영 기업들의 주식 구매를 위하여 1만 루블 가량의 이름난 가치와 각각 상품권들을 발급받았다. 각각의 시민이 시초적으로 평등한 가치의 상품권을 받았어도 몇달 안에 그들의 거의 대부분은 현금으로 바로 상품을 사는 데 이미 준비된 중개인들의 손에 수렴하였다.
1995년 옐친이 러시아의 증가하는 외채를 조달하고, 1996년 봄에 열릴 대통령 선거에서 자신의 입찰을 위하여 러시아의 비지니스 엘리트층들로부터 성원을 얻는 데 분투하면서 러시아 대통령은 은행의 대출을 위한 교환에서 러시아의 가장 가치적인 국영 기업들 중의 어떤 기업의 주식을 제공하는 민영화의 새로운 방향을 위하여 준비하였다. 프로그램은 동시에 민영화의 속도를 향상시키고, 그 운영 요구에 따라 현금을 많이 필요로 한 정부를 안정시키는 방향으로서 흥행되었다.
하지만 거래들은 1990년대 중반에 "러시아의 과두제"로서 알려지게 된 금융, 산업, 에너지, 통신과 대중매체에서 대군의 작은 단체에 귀중한 주 자산을 효과적으로 경품들이었다. 1996년 여름 주요 상사들에 실질적인 소유권들은 "과두제"에 의하여 매우 낮은 가격들에 획득되었다. 몇몇의 은행들과 국내 매체에서 주요 상사들을 통제한 보리스 베레조프스키는 옐친의 가장 현저한 후원자들 중의 하나로 나타났다. 베레조프스키와 더불어 미하일 호도르콥스키, 로만 아브라모비치, 블라디미르 포타닌, 블라디미르 보그다노프, 렘 비아히레프, 바기트 알렉페로프, 빅토르 체르노미르딘, 빅토르 벡셀베르크와 미하일 프리드만은 러시아의 가장 권력적이고 현저한 과두제들로서 나타났다.

#### 1996년 대통령 선거

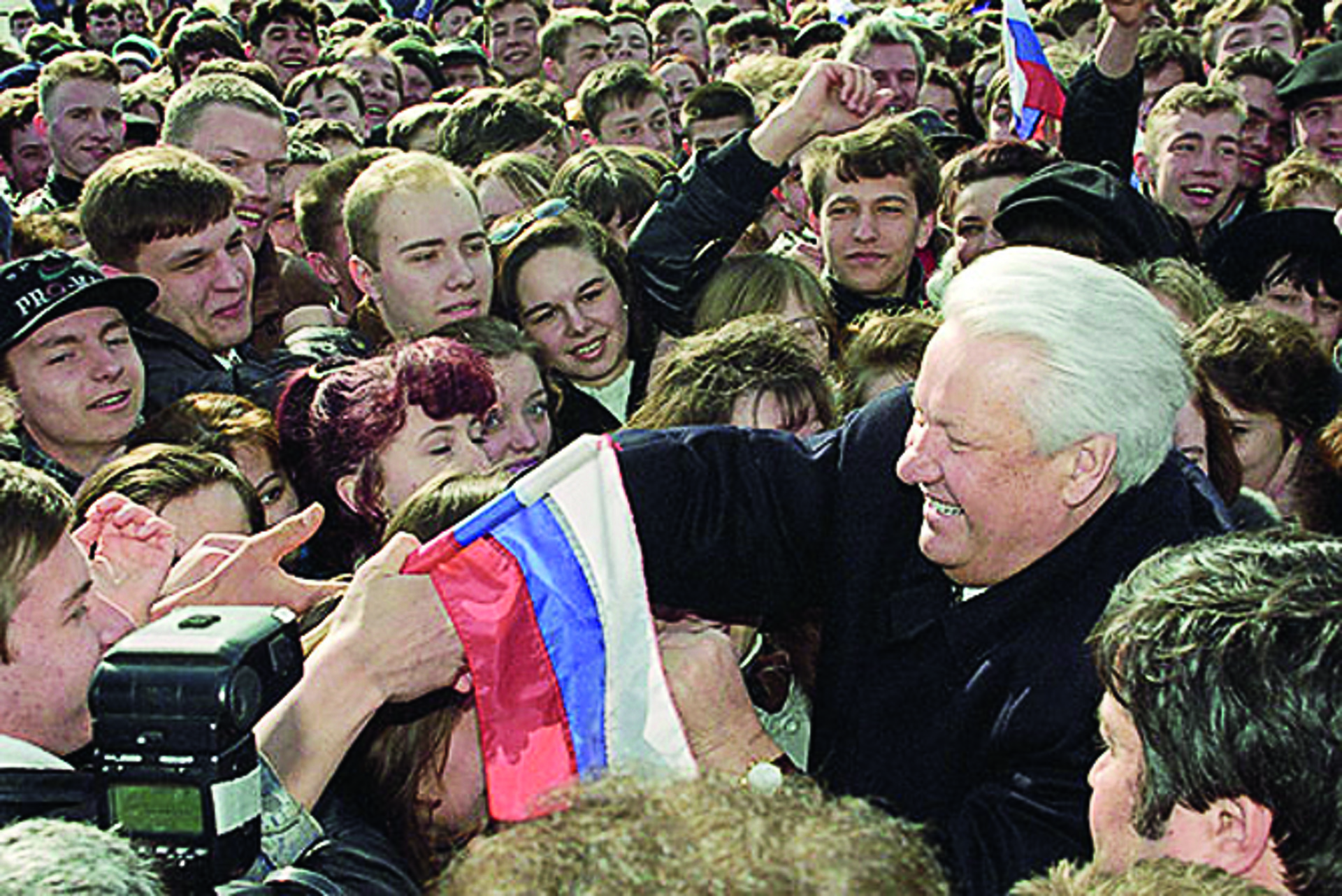
벨고로드에서 열린 선거 대집회에서 (1996년 4월 4일)

1996년 2월 옐친은 봄에 열린 1996년 대통령 선거에서 2번째 임기 기간을 자신이 추구할 것이라고 공고하였다. 이 공고는 옐친이 자신의 건강 문제들과 러시아에서 증가적으로 인기가 업었기 때문에 그의 정치 경력의 종말에 있었다는 몇 주간의 추측을 이었다. 당시 옐친은 심근경색의 일련으로부터 회복하고 있었다. 국내와 국제 관찰자들도 또한 그의 때때로 불규칙한 행동을 주목하였다. 1996년의 시작에 선거 운동이 열렸을 때 옐친의 인기는 0에 가까웠다. 그 동안 야당 러시아 연방 공산당은 1995년 12월 17일에 의회 투표에서 이미 확실한 지반을 얻었고 그 후보 겐나디 주가노프는 특히 시골 지역들과 작은 마을들에서 강한 잔디 뿌리 조직을 가져 효과적으로 국제 무대와 전 공산주의 국내 규칙에 구 소련의 명성 세월의 기억으로 호소하였다.
여론 조사가 병든 대통령이 이길 수 없다고 제안했을 때 당황이 옐친의 팀을 쳐 그의 측근자의 어떤 일원들은 대통령 선거를 취소하고 그 때부터 독재자로서 효과적으로 다스리는 데 그를 역설하였다. 대신 옐친은 자신의 선거 운동 팀을 바꾸어 주요 역할을 자신의 딸 타티아나 디야첸코에게 양도하였고 선거 운동의 관리자로서 추바이스를 임명하였다. 옐친의 선거 운동 관리자와 러시아의 민영화 프로그램에 조언자 둘 다로서 활동한 추바이스는 자신의 민영화 프로그램의 통치를 옐친의 재선 운동의 수단으로 이용하였다.
1996년 봄에 추바이스와 옐친은 선거 운동 자금을 조달하고 국내 텔레비전에, 그리고 신문 지도에서 대통령을 위하여 유리한 매체의 적용 범위를 보증하는 데 금융과 매체의 과두제들의 소수를 모집하였다. 답례로 추바이스는 잘 연결된 러시아의 비지니스 지도자들을 어떤 러시아의 가장 가치적인 국가 소유의 자산들에 다수의 내기들을 얻는 데 허용하였다. 대중매체는 옐친과 "전체주의로 복귀" 사이에 러시아를 위한 중대한 선택의 그림을 칠하였다. 과두제들은 심지어 만약 공산당이 선출된 대통령이었다면 내전의 위협을 강조하였다.
옐친은 정력적으로 선거 운동을 벌여 자신의 건강에 관한 근심들을 풀었고 높은 매체의 인물평을 유지하였다. 자신의 인기를 후원하는 데 옐친은 자신의 가장 인기가 없던 더 이상의 국가 자산 매각과 민영화를 포기하고, 복지를 장려하고, 체첸 전쟁을 끝내고 임금과 연금 완불로 약속하였다. 옐친은 또한 국제 통화 기금으로부터 러시아 정부에게 100억 달러의 대부금의 공고로부터 후원을 얻기도 하였다.
옐친의 방책들과 재정 지원을 부족히 했던 주가노프는 그의 강한 그의 강력한 초기 지도가 휘파람을 부는 것을 보았다. 68.9 퍼센트의 투표율과 함께 7월 3일 결선에서 옐친은 투표의 53.8 퍼센트를 얻고, 나머지 5.9 퍼센트가 "모두에 대항하는" 투표를 하면서 주가노프는 40.3 퍼센트를 얻었다.
자신의 두번째 임기 기간에서 옐친은 그 시기의 거의 대부분에 멈추어진 체첸 전쟁을 끝낸 것을 제외하고 자신의 선거 운동 약속들의 거의 대부분을 지킬 수 없었다.

#### 대외 관계

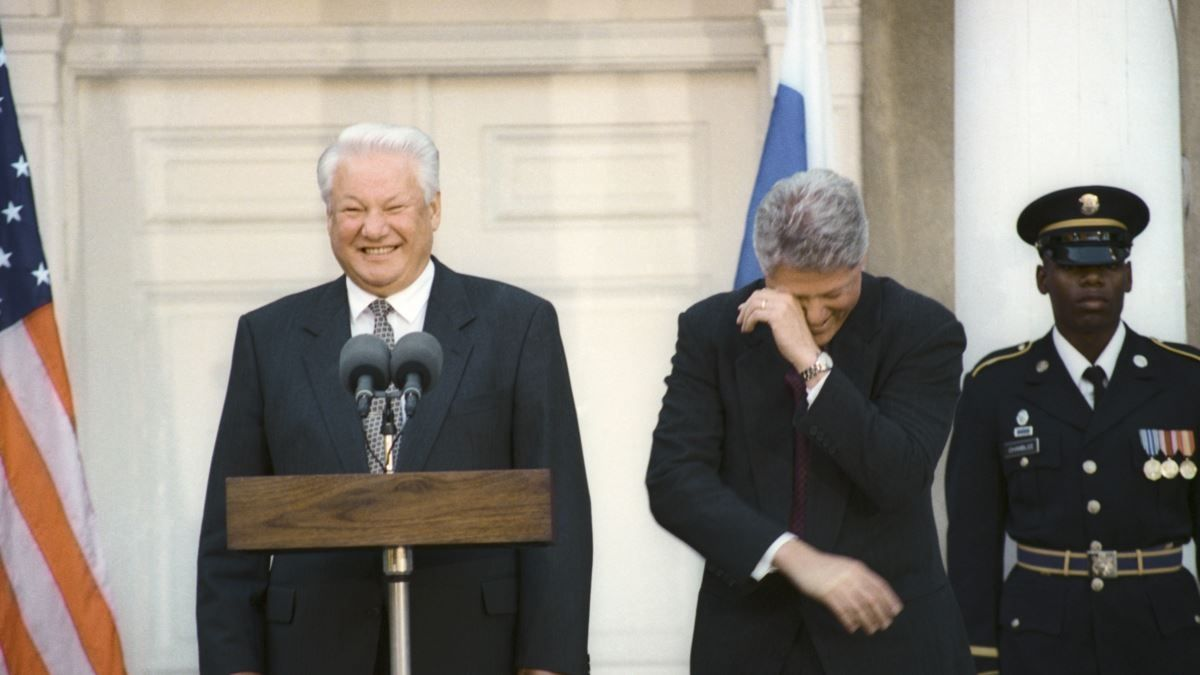
옐친과 빌 클린턴 (1995년)

1992년 노태우 정권 당시 대한민국을 방문하여 한국 전쟁 등 과거에 대한 유감의 뜻을 밝힌 바 있고, 1994년 김영삼 대통령의 러시아 방문을 맞이하기도 했다. 여기서 그는 김영삼 대통령에게 소련의 극비 문서를 넘겨주었는데 그 문서는 과거 1948~1949년의 극비문서로 당시 김일성이 소련의 이오시프 스탈린에게 대한민국을 남침하기 위해 무려 48차례나 건의했다는 내용이 적혀있었다. 이로써 한국 전쟁은 김일성의 남침으로 시작되었다는 것이 재확인되었다.
1993년 1월 조지 H. W. 부시 미국 대통령과 함께 2차 전략 무기 삭감 회의에 조인하였고, 빌 클린턴 정부가 들어선 후 클린턴 대통령과 긴밀한 관계를 맺어왔다.
1992년부터 서방 7개국 정상 회의(G7)에 참석하기 시작했는데, 러시아는 1997년부터 정식으로 추가되어 G8으로 발족하였다.

### 옐친의 두번째 기간

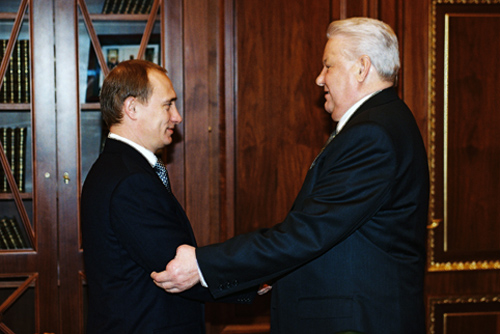
블라디미르 푸틴 총리와 함께 (1999년)

1996년 7월 옐친은 자신의 행정부와 자신들의 연결들로 자신들의 재산을 빚진 영향적인 비지니스 과두제들로부터 재정적 성원과 함께 대통령으로서 재선되었다. 1996년 선거에서 첫 라운드 투표의 35 퍼센트 밖에 얻지 못한 것에 불구하고 옐친은 결승 선거에서 거의 54 퍼센트와 함께 자신의 공산당 라이벌 겐나디 주가노프를 꺾었다. 그해 후순에 옐친은 관상동맥우회로이식술을 받았고, 몇 달간 병원에 남아있었다.
옐친의 대통령직 기간 동안 러시아는 국제 통화 기금과 다른 국제 대출 기관들로부터 미국 달러 400억을 받았다. 하지만 그의 반대자들은 그 기금들의 거의 대부분이 옐친의 동아리와 국민들에 의하여 훔쳐져 외국의 은행들에 놓았다고 단언한다.
1998년 옐친 정부가 그 채무 불이행 했을 때 정치와 경제적 위기들이 나타나 금융 시장들을 공황으로, 그리고 루블화를 1998년 재정 위기에 무너지게 하는 원인을 일으켰다.
1999년 코소보 전쟁이 일어난 동안 옐친은 유고슬라비아에 대항하는 나토의 군사 활동 운동을 강하게 반대하였고, 만약 나토가 코소보로 지상군을 배치시킨다면 가능한 러시아의 개입에 관하여 경고하였다. 텔레비전으로 방영된 소감들에서 그는 "난 나토, 미국인 그리고 독일인들에게 말하였다. 우리를 군사 행동으로 밀어넣지 말아라. 아니면 거기에는 확실히 유럽 전쟁, 그리고 가능하게 세계 대전이 있을 것이다."라고 말하였다.
그해 5월 15일 옐친은 또다른 탄핵 시도로부터 생존하였는데 이번에는 두마에서 자유 민주주의와 공산주의 야당에 의해서였다. 그는 벨라베자 협정의 조인, 소련의 해체 및 붕괴(1991년 12월), 무력진압(1993년 10월)와 체첸 전쟁을 포함한 몇몇의 비헌법적 활동들과 함께 고발되었다. 이 고발들 중 아무것도 대통령을 탄핵시키는 조사 분석하는 데 요구된 두마에 의한 3분의 2의 다수를 받지 않았다.
8월 9일 옐친은 자신의 총리 세르게이 스테파신을 해고시켰고, 4번째로 자신의 전체 내각을 해고시켰다. 스테파신의 자리에 그는 당시 비교적 알려지지 않은 블라디미르 푸틴을 임명하여 자신의 후임자로서 푸틴을 보는 데 자신의 희망을 공고하였다.
1999년 후순에 옐친과 빌 클린턴 미국 대통령은 체첸 전쟁에 공공연히 불동의하였다. 유럽 안보 협력 기구를 위한 11월 회의에서 클린턴은 옐친에 자신의 손가락질을 하고, 많은 국민 사상자들에 결과를 가져온 폭격 공격을 그가 정지하는 것을 요구하였다. 옐친은 즉시 회의를 떠났다.
12월 체첸에 성원을 추구하는 데 중화인민공화국을 방문한 동안 옐친은 그로즈니의 시민들에게 러시아의 최후 통첩에 관한 클린턴의 비판으로 응답하였다. 그는 "어제 클린턴은 러시아에 압력을 놓는 데 자신을 허락하였다. 그것은 그가 1분 동안, 1초 동안, 1모 동안 러시아가 핵무기들의 완전한 무기고를 가지고 있다는 것을 잊은 것으로 보인다. 그는 그것에 대하여 잊어버렸다."고 무뚝뚝하게 단언하였다. 클린턴은 "난 내가 코소보에서 한 것과 불동의했을 때 미국이 거대한 권력이었다는 것을 그가 잊었다고 생각하지 않았다."라고 진술한 옐친의 소감들을 퇴거시켰다. 그 일은 옐친의 소감들과 미국과 러시아의 관계들에 관한 현재의 확신들을 경시하는 데 블라디미르 푸틴에게 떨어졌다.

#### 사임
1999년 12월 31일 러시아의 텔레비전에 라이브 방송을 만든 깜짝스러운 발표에 옐친은 2000년 3월 26일에 열릴 선거와 함께 푸틴 총리가 대통령 권한 대행으로서 차지할 것이라고 말하였다. 옐친은 자신의 지배의 자신이 인정한 것들이 실책이었다는 것에 용서를 청하였고 러시아가 새로운 정치 지도자들과 함께 새로운 세기에 들어가는 데 필요하였다고 말하였다. 그는 사임에 다음과 같이 말하였다.
"난 전혀 현실로 오지 않은 당신들의 꿈을 위하여 용서를 구합니다. 그리고 또한 난 당신들의 희망을 옳다고 주장하지 않은 것으로 용서를 구합니다."

## 알콜 중독 혐의
절대다수의 보고들에 의하면 옐친은 알콜 중독과 분투하였다고 한다. 주제는 소련에서 사회와 정치적 생활에 강의들의 일련을 위하여 1989년 옐친의 미국 방문 동안 표제를 만들었다. 그 여행은 이탈리아의 신문 라 레푸블리카에서 수치스러운 발행에 의하여 표현되었다. 기사는 옐친이 공공 장소에서 가끔 술에 취하였다고 보고하였다. 기사는 프라브다에 의하여 번각되었다. 옐친의 알콜 중독 혐의는 또한 1993년 클린턴의 취임식에 이어 국무 부장관 스트로브 탤벗과 자신의 만남에 이어 대체의 토론의 주제였고, 1994년 9월 아일랜드의 총리 앨버트 레이놀즈를 기다리 때 섀넌 공항에서 자신의 비행이 멈추었을 때 옐친이 몸이 나빴고, 비행기를 떠나려 하지 않았다고 말하였다.
옐친의 사망 후, 네덜란드의 신경외과 의사가 자신의 팀이 1999년 옐친에 수술을 하는 데 모스크바로 비밀적으로 날아갔다는 것을 누설하였다. 옐친은 자신의 균형 감각에 영향을 끼친 불특정한 신경질환을 겪어 술을 취한 상태인 것처럼 자신이 흔들리는 원인을 일으켰으며 수술의 목적은 고통을 줄이는 것이었다.

## 사임 후의 일생
옐친의 개인적과 건강 문제들은 세계의 신문들에서 많은 관심을 받았다. 세월이 지나면서 그는 가끔 공산주의 시기의 지도자들에게 선 영감을 준 인물이라기 보다 증가적으로 불안정한 지도자로서 보였다. 사무실에서 그가 죽을 가능성이 가끔 토론되었다.
옐친은 자신의 사임 후에 대중들의 주목이나 시선을 받지 않은 것으로 남아 거의 아무 기재 혹은 출연들에 이루어내지 않았다. 하지만 2004년 9월 13일 베슬란 인질 사건과 거의 동시에 모스크바에서 테러리스트 공격이 일어난 후에 푸틴은 그들이 직접 대통령에 의하여 임명되고 지방 입법에 의하여 찬성될 제도와 함께 지방 지사들의 선거를 대체하는 주도권을 발표하였다. 고르바초프와 함께 옐친은 공공적으로 러시아에서 자유민주주의로부터 물러서고 소련 시대의 중앙 집권으로 복귀로서 푸틴의 계획을 비판하였다.
2005년 9월 옐친은 사르데냐 섬에 휴가를 보낸 동안 떨어져 자신의 대퇴골이 부러진 후, 모스크바에서 엉덩이 수술을 받았다.
2006년 2월 1일 옐친은 자신의 75세 생일을 축하벌였다. 그는 이 경우를 독점적인 미국의 외교 정책을 비판하고, 푸틴이 러시아를 위하여 알맞은 선택이었다는 것을 진술하는 데 기회로 이용하였다. 그는 또한 부패의 고발들을 논쟁하기도 하였다.

## 사망

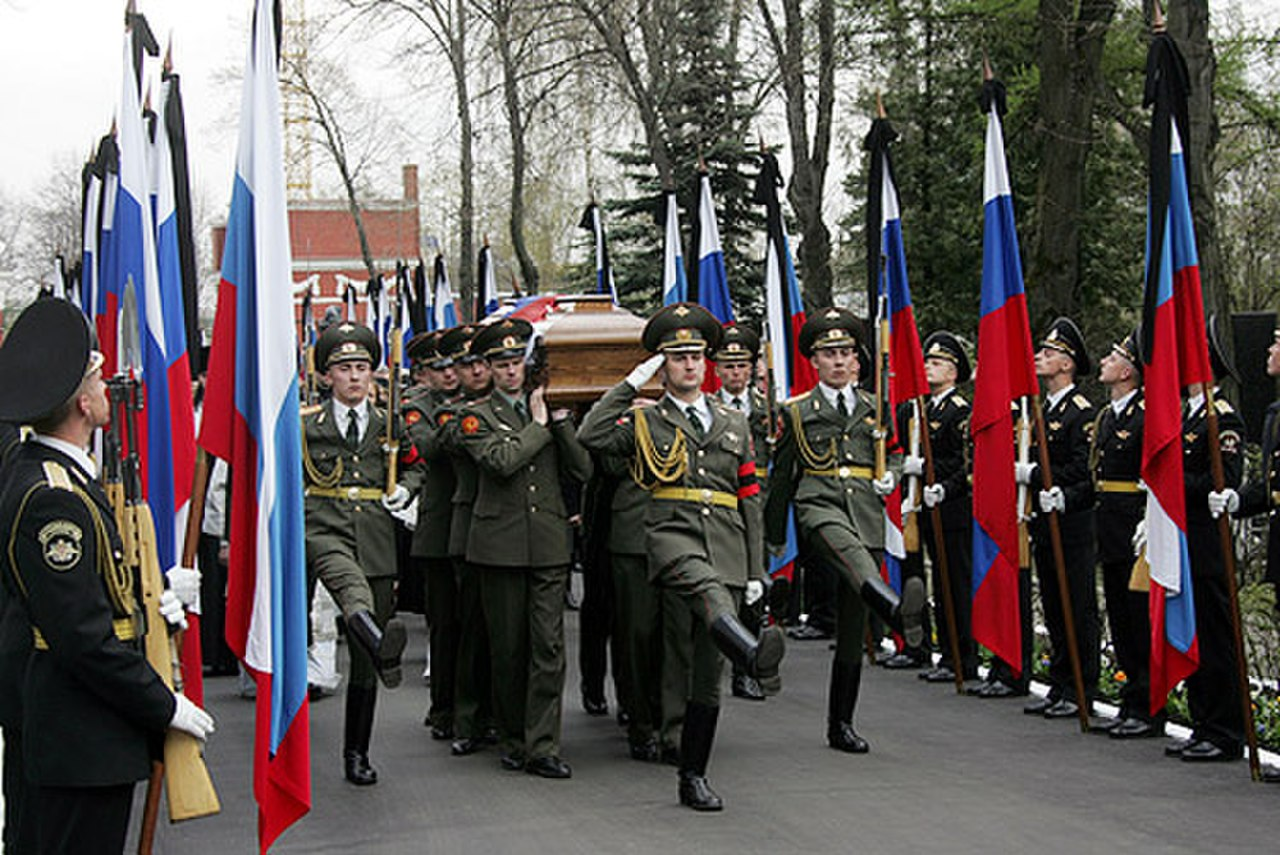
옐친의 장례 행렬 (2007년)

2007년 4월 23일 76세의 나이에 옐친은 울혈성 심부전으로 사망하였다. 콤소몰스카야 프라우다에 의하여 인용된 전문가들에 의하면 옐친의 병의 최근 발생은 3월 25일부터 4월 2일까지 그의 요르단 방문 때문이었다. 그는 모스크바 구세주 그리스도 대성당에서 열린 국장에 이어 4월 25일 노보데비치 묘지에 안장되었다. 옐친은 알렉산드르 3세의 사망 이래 교회 장례식에 의하여 안장되는 113년 만의 첫 러시아 정치인이 되었다.
그의 장례식의 날은 조기 게양과 함께 하루 동안 연예계 프로그램들이 정지되었으며 푸틴 대통령에 의하여 국가 애도의 날로 선언되었다.
옐친의 유족으로는 1956년에 결혼한 나이나 옐치나 여사와 그들 사이에서 1957년과 1959년에 각각 태어난 2명의 딸인 옐레나와 타티야나가 있었다.

## 서훈
| 레닌 훈장 · 노동적기훈장 · 노동적기훈장 · 명예휘장훈장 · 기사대십자 이탈리아 공화국 공로장경식 · 1급 삼성훈장 · 레지옹 도뇌르 대십자 · 대십자 비티스 십자장 |

## 역대 선거 결과
| 선거명      | 직책명                     | 대수 | 정당        | 1차 득표율 | 1차 득표수   | 2차 득표율 | 2차 득표수   | 결과 | 당락                      |
| ----------- | -------------------------- | ---- | ----------- | ---------- | ------------ | ---------- | ------------ | ---- | ------------------------- |
| 1989년 선거 | 인민의원 (모스크바 선거구) | 19대 | 소련 공산당 | 91.53%     | 510,000표    |            |              | 1위  | 모스크바 주 인민의원 당선 |
| 1991년 선거 | 러시아의 대통령            | 1대  | 무소속      | 57.30%     | 45,552,041표 |            |              | 1위  |                           |
| 1996년 선거 | 러시아의 대통령            | 1대  | 무소속      | 35.32%     | 26,665,495표 | 53.82%     | 40,202,349표 | 1위  |                           |

## 같이 보기
- 소련의 역사